# المطاردة (فلم 2017)
المطاردة (الكورية: 기생충؛ هانجا: 반드시 잡는다؛ ر.ك.م.: Ban-deu-si Jab-neun-da) (بالإنجليزية: The Chase) هو فيلم إثارة وجريمة كوري جنوبي من إنتاج عام 2017، من إخراج كيم هونغ سون، وبطولة كل من بيك يون سيك، وسونغ دونغ إيل، وآخرون.

## القصة
في بلدة صغيرة وهادئة يمتلك شيم دوك سو العديد من شقق الطبقة العاملة حيث يضايق باستمرار مستأجريه طلبا للإيجار. لاجئ من الحرب الكورية من الشمال، يتمتع بسمعة سيئة في البلدة ويعتبره السكان شخصا بخيلا ويحتقرونه بشدة.
يبدأ يومه من خلال زيارة السيد تشوي المستأجر الذي كان يعاني من أمراض تمنعه من العمل للمطالبة بالإيجار، وبعد إنذاره بضرورة دفع الإيجار يغادر السيد شيم دوك سو الشقة لممارسة روتينه اليومي كعامل في إصلاح وتركيب الأقفال، وأثناء سيره يصادف جثتين لرجلين مسنين أثناء قيام الشرطة بانتشالهما، أحدهما مخمور والآخر متقاعد يعيش بمفرده.
في المساء، يزور شيم دوك سو السيد تشوي، الذي أعد عشاءا فاخرا تحسبا لزيارة زميل سابق له. يأكل الرجلان، وأثناء المحادثة التي تلت ذلك، كشف السيد تشوي عن نفسه أنه كان محققا سابقا بالشرطة ويرى أن حالتي وفاة العجوزين في وقت سابق كانتا جرائم قتل ارتكبها شخص من المحتمل أنه يتدرب بقتل كبار السن قبل الانتقال للشابات.
سرعان ما تم إثبات صحة نظرية تشوي. في نفس الليلة، قُتل على يد مهاجم غير مرئي قام بالتستر على جريمته، ورتب جثة السيد تشوي على أنها انتحار. في غضون ذلك، وقعت جريمة قتل أخرى على بعد بضع وحدات سكنية فقط في الممر. حينما تعود جي إيون، وهي عاملة شابة في مصنع نسيج قريب وهي مستأجرة أخرى في مبنى شيم دوك سو، لتجد رفيقتها في السكن مقتولة، وقد تم قطع حلق المرأة الشابة. دون أن تتفطن إلى أن القاتل لم يغادر الشقة بعد والذي يضربها على رأسها ويختطفها.
يلقي الحي بأكمله باللوم على شيم دوك سو في وفاة السيد تشوي بالنظر للمواجهة السابقة التي حدثت بينهما. الشخص الوحيد الذي لا يصدق هذا هو الشريك السابق للسيد تشوي، المحقق المتقاعد بيونغ دال. حيث يبحث بيونغ دال عن دليل يظهر أن السيد تشوي كان بعيدًا عن الانتحار ويشارك مع شيم دوك سو التفاصيل المتعلقة بسلسلة من جرائم القتل المماثلة للمتقاعدين والشابات التي حدثت قبل ثلاثين عامًا. بعد أن أدرك أن جي إيون تتناسب مع الملف الشخصي للضحايا الذين وصفهم بيونغ دال يهرع شيم دوك سو إلى شقتها للتحقق من سلامتها.
بعد شجار مع عصابة من البلطجية الشباب، أحدهم عشيق للسيدة الشابة المقتولة، دخل شيم دوك سو وبيونغ دال شقة جي إيون، حيث اكتشفوا على الفور الرأس المقطوع لشريكتها في السكن موضوع في ثلاجتها. يعتقد المحقق السابق أن جي إيون قد اختُطفت ويقنع شيم دوك سو بعدم إبلاغ الشرطة لئلا يعرضوا حياة المرأة المفقودة للخطر. ثم يتعاون الرجلان لتعقب الخاطف وإنقاذ جي إيون.
بعد العديد من التقلبات والمنعطفات، تم الكشف عن أن الجاني هو طبيب معتدل الطباع يحظى بالإعجاب في جميع أنحاء البلدة لعمله التطوعي الطبي وتفانيه في رعاية زوجته المشلولة.

## الإطلاق
تم إطلاق الفيلم بدور العرض السينمائية في كوريا الجنوبية بتاريخ 29 نوفمبر 2017.

## وصلات خارجية
- مقالات تستعمل روابط فنية بلا صلة مع ويكي بيانات